# Os Blancos
Os Blancos település Spanyolországban, Ourense tartományban. Os Blancos Calvos de Randín, Porqueira, Xinzo de Limia és Baltar községekkel határos. Lakosainak száma 716 fő (2024).

## Népesség
A település népessége az elmúlt években az alábbi módon változott:
| Lakosok száma | 1270 | 1138 | 1086 | 1030 | 974  | 885  | 812  | 766  | 732  | 716  |
|               | 2001 | 2004 | 2007 | 2009 | 2012 | 2014 | 2017 | 2019 | 2022 | 2024 |